# Capu di l'Argentella
Le Capu di l'Argentella est une montagne corse, se trouvant dans le nord-ouest de l'île, en Balagne.
Le site est exploité à partir de l'Antiquité pour son minerai et une importante mine est construite au cours de la seconde moitié du XIXe siècle, avant d'être progressivement abandonnée faute de minerai. En 1960, le gouvernement français souhaite réaliser des essais nucléaires souterrains dans le massif, mais le projet est annulé en raison de l'opposition d'une partie des Corses.

## Géographie

### Localisation
Le Capu di l'Argentella est situé à Calenzana en Haute-Corse, dans la région de la Balagne. Il fait partie d'un chaînon s'étendant entre Calvi et Galéria. Il surplombe la baie de Crovani à une altitude de 813 m. 

## Histoire

### Exploitation minière
Le site abrite initialement des mines de plomb argentifère, ou galène, qui sont exploitées dès l'Antiquité. Des recherches récentes montrent  notamment la présence de fragments de céramiques, dont des amphores. La république de Gênes nomme un administrateur des mines et envoie, dès le XVe siècle, des ingénieurs et ouvriers pour tenter d'exploiter les gisements présents. L'exploitation perdure dans les siècles qui suivent et, à l'époque napoléonienne, le métal extrait sert à la population corse pour fabriquer des balles de fusils en plomb, un métal facile à travailler. 
En 1846, d'importants travaux sont réalisés pour faire entrer la mine dans l'ère de la révolution industrielle et cela suscite des conflits entre promoteurs, qui convoitent les gisements à exploiter. Les investissements, prospections et même procès s'enchaînent. En 1852, une expertise réalisée conclut à la présence de minerais d'une « grande teneur en argent » et à la « découverte de plusieurs gisements d'autres substances métalliques en divers points compris dans le périmètre de la concession », mais l'évaluation est mal menée et donne en réalité des résultats biaisés. 
En 1869, un nouveau promoteur venu du continent, nommé C. Collas, rachète la concession, d'une superficie de 1 091 hectares, et réalise de grands travaux de prospection, croyant à tort que le gisement est suffisamment important pour que la mine soit pérenne. Conseillé par deux ingénieurs miniers réputés, Alfred Huet et Alfred-Édouard Geyler, il fait creuser deux tranchées, longues au total de 200 m, d'où partent de nombreuses galeries secondaires. Pour faire fonctionner l'exploitation, il met en place d'importantes infrastructures : des rails et un système de plans inclinés permettent de faire circuler jusqu'à 150 wagonnets par jour, tandis qu'une piste de 3 km est tracée pour les ouvriers. Au fil des années, d'autres bâtiments viennent s'ajouter au site : une usine de traitement du minerai (la « laverie ») sur 2 500 m2, des bureaux administratifs sur 800 m2 et des dortoirs et baraquements pour les ouvriers sur 500 m2. Un port, le port Julietta est construit en contrebas sur la plage pour exporter la production. La mine extrait alors entre 90 et 100 tonnes de minerai par jour, ce qui nécessite de détourner le ruisseau Chierchiu, qui coule à proximité. Un barrage de 20 m est édifié et stocke plus de 80 000 m3 d'eau. 
Cependant, à partir de 1875, la production commence à décliner, en raison de l'épuisement du gisement de galène argentifère, très riche mais aussi très réduit en taille, contrairement aux conclusions des expertises initiales. L'exploitation n'est plus rentable et d'autres gisements, de cuivre cette fois-ci, ont été découverts ailleurs dans l'île. La concession est revendue et passe de main en main, avec notamment des propriétaires anglais ; elle est exploitée épisodiquement pendant de courtes périodes. En 1898, la laverie à minerai, le plus grand bâtiment de la mine, est démantelée et ses machines sont vendues. Par la suite, au cours du XXe siècle, d'autres prospections ont lieu, en 1928 et 1947 notamment, mais sans déboucher sur une reprise de l'activité.  
À partir de 2018, des opérations de défrichement et de démaquisage sont réalisées, nécessaires avant toute recherche archéologique. Après qu'elles ont été terminées, des travaux de cartographie et des fouilles archéologiques sont effectués, permettant d'en apprendre plus sur l'histoire du site,,.

### Projet d'essais nucléaires
En 1960, la France a pour objectif de développer un programme nucléaire exclusivement français, sous l'impulsion du président de la République Charles de Gaulle, afin d'assurer l'indépendance énergétique et stratégique du pays. Charles de Gaulle charge son Premier ministre Michel Debré d'examiner les sites adaptés, à la recherche d'un lieu pour réaliser des essais nucléaires. Parmi les sites les plus adaptés, le massif de l'Argentella est retenu ; les essais doivent avoir lieu sous terre. La rumeur de l'existence du projet, pourtant destiné à rester secret, se répand en Corse et suscite rapidement de fortes réactions, ce qui oblige le gouvernement à l'assumer publiquement. En avril 1960, le ministre Pierre Guillaumat est chargé d'aller promouvoir le projet auprès de la population et affirme qu'« aucune retombée radioactive n’est à craindre ». Pour les autorités, le projet sera accepté sans difficulté, étant à leurs yeux « une chance pour l’île », encore assez pauvre et en retard dans son développement économique.
Cependant, la population corse se sent « manipulée » et refuse catégoriquement le projet. La contestation prend de l'ampleur, organisée par de futurs leaders nationalistes comme Edmond Simeoni. Des manifestations ont lieu dans toute l'île et rassemblent notamment plusieurs milliers de personnes à Ajaccio, Calvi et Bastia. Les Corses avancent un argument : en pleine guerre froide, ils ne veulent pas « devenir une cible potentiel (sic) en cas de conflit entre l’Amérique et la Russie ». Face à la fronde de la population corse, le gouvernement recule et le projet est abandonné en juin 1960.
La contestation populaire contre le projet est considérée comme « l’un des trois moments fondateurs du nationalisme corse », avec les événements d'Aléria et l'affaire des boues rouges. La Corse est alors majoritairement acquise au gaullisme, mais la fronde est parfois vue comme « une des premières contestations à caractère écologistes ». Malgré son importance dans l'histoire corse, l'affaire est peu évoquée dans les médias après le retrait du projet, en raison de la « volonté de l’État de contrôler l’information ».